# Diphyllarium
Diphyllarium é um género botânico pertencente à família Fabaceae.